# Північнолондонська лінія
Північнолондонська лінія (англ. North London line) (NLL) — залізнична лінія, яка проходить через внутрішні передмістя заходу, північного заходу та півночі Лондона між Ричмондом на південному заході та Стратфордом на сході, поза Центральним Лондоном. Маршрут перетинає багато радіальних ліній, що починаються в центрі міста, тому це швидший та зручніший спосіб проїхати місто без необхідності їздити через центр міста. До 2006 року лінія продовжувалась на сході до Північного Вулвіча, але ця дільниця лінії була закрита після розширення Доклендського легкого метро (DLR). Пасажирські поїзди London Overground та вантажні поїзди курсують Північнолондонською лінією.

## Історія
Північнолондонська лінія між Ричмондом та Норт-Вулідж походить від п'яти сполучних дільниць, які були відкриті за 25 років з 1846 року:
- Найсхідніша дільниця відкрита як Eastern Counties and Thames Junction Railway в 1846/7 між Стратфордом та Норт-Вулідж. Початковий маршрут був збережений як Сільвертаунський трамвай, місцева вантажна лінія, сполучена обома кінцями з новою головною лінією.
- Основна центральна секція відкрита в 1850—1852 роках як  East & West India Docks & Birmingham Junction Railway (перейменована на Північнолондонську залізницю (NLR) в 1853 році).
- На заході North & South Western Junction Railway була відкрита в 1853 році від Віллесден-джанкшен до перетину з Лінії Гаунслоу-Луп біля К'ю-брідж.
- Останню ланку на сході було відкрито між NLR поблизу Вікторія-парк та Стратфорда в 1854 році.
- Для усунення поїздів NLR, що курсують по жвавій головній лінії Юстона, в 1860 році Hampstead Junction Railway була відкрита від NLR на Кемден-роуд до Вілсдена через Хемпстед-Хіт.
- Щоб надати NLR прямий доступ до Лондонського Сіті, було побудовано відгалуження від Брод-стріт до Дальстон-джанкшн в 1865 році.
- Фінальною частиною маршруту було відкриття в 1869 році London & South Western Railway (LSWR) сполучення від Саут-Актона до Ричмонда.

## Рухомий склад
- Class 378 Capitalstar
- Class 710 (з 2022-2023)